# Séverine Ferrer
Pour les articles homonymes, voir Ferrer.
 (avril 2025).
Les informations dans cet article sont mal organisées, redondantes, ou il existe des sections bien trop longues. Structurez-le ou soumettez des propositions en page de discussion.
Avec le temps, il arrive que le contenu présent dans un article devienne désordonné. Il est souvent nécessaire de réorganiser l'article de fond en comble.
- Il faut tout d’abord répartir le contenu de l'article en plusieurs sections. Les informations doivent ensuite être exposées clairement et le plus synthétiquement possible, regroupées par sujet afin d'éviter les doublons. Quelqu'un cherchant une information précise doit pouvoir la trouver rapidement en lisant la section appropriée.
- À l'intérieur de chaque section, le texte, souvent initialement sous la forme de phrases éparses, doit être regroupé dans des paragraphes de quelques lignes, en assurant un enchaînement logique et une cohérence entre les phrases.
- Lorsque l'article ou l'une de ses sections développe trop longuement un point qui n'est pas dans le cœur du sujet traité, il convient de faire une synthèse et de transférer l'ancien contenu dans des articles plus appropriés (en cas de transfert, il faut impérativement respecter la procédure Aide:Scission).

Si vous pensez que ces points ont été résolus, vous pouvez retirer ce bandeau et améliorer le plan d'un autre article.
 (avril 2025).
Si vous disposez d'ouvrages ou d'articles de référence ou si vous connaissez des sites web de qualité traitant du thème abordé ici, merci de compléter l'article en donnant les références utiles à sa vérifiabilité et en les liant à la section « Notes et références ».
Séverine Dijoux, dite Séverine Ferrer, née le 31 octobre 1977 à Montpellier, est une présentatrice de télévision, comédienne et chanteuse française.

## Biographie

### Famille et enfance
Les parents de Séverine Ferrer se sont rencontrés à La Réunion, où elle passe son enfance. Son père a des origines indiennes, tandis que sa mère est d'origine normande, italienne et vietnamienne. Elle est élue Mini-Miss Réunion à 7 ans. À 9 ans, elle anime Séverine Club sur Antenne Réunion puis Les Enfants du Soleil pendant deux ans sur RFO Réunion.

### Vie privée
Elle est mariée et a trois fils.

### Politique
En 2014 elle est élue au conseil municipal de la commune de Chatou mais n'a fait qu'un seul mandat,.

## Émissions de télévision et de radio
Elle est connue pour avoir présenté sur M6 l'émission Fan de, de 1997 à 2005.
En 2009, elle présente une émission quotidienne de 20 minutes consacrée à la 43e édition du festival de Jazz de Montreux sur la chaîne valdo-fribourgeoise La Télé.
Elle officie également pour Tibou 2 Star sur RFO Réunion, et présente en 2010 Riding zone, pour France Ô.
En 2020, elle est aux commandes de l'émission On dîne chez Séverine diffusé sur My Cuisine TV puis depuis 2024 sur Marmiton TV L'occasion de partager ses recettes de cuisine favorites en compagnie d'artistes, François-Xavier Demaison, Caroline Anglade, Olivia Adriaco, Firmine Richard...
En 2025, elle fait son retour à la radio sur Chérie FM pour présenter l'emission Chérie Génération 2000.
Fin juin 2025, elle finit 3ème durant la finale de la saison 7 de Mask Singer sous le costume du chaton et son élimination a beaucoup fait de peine aux enfants ayant aimé le costume

### Télévision

#### Animatrice
- 1986 : Séverine Club sur Antenne Réunion
- 1987-1988 : Les Enfants du Soleil sur RFO Réunion
- 1997-2005 : Fan de sur M6
- 1997 : Dance Machine sur M6 : conimation avec Sophie Coste
- 2002 : Loft Story 2 sur M6, avec Benjamin Castaldi et Max
- 2007 : Les dossiers VIP sur NRJ12
- 2007 : Bienvenue chez les Carter sur E!
- 2009 : 43e édition du festival de Jazz de Montreux sur La Télé
- 2009-2010 : Tibou 2 Star sur RFO Réunion
- 2010 : Riding Zone sur France Ô
- 2020 : On dîne chez Séverine sur My Cuisine
- 2020-2021 : Les 100 vidéos qui ont fait rire le monde entier présentée par Issa Doumbia sur W9 : chroniqueuse
- 2021 : Born in 90 sur W9
- 2024 : On dîne chez Séverine sur Marmiton Tv
- 2025 : Pop Doc sur Gulli : animatrice en voix off

#### Candidate/participante
- 2005 : Fort Boyard sur France 2
- 2006 : Concours Eurovision de la chanson 2006 : représentante de Monaco (demi-finale sur France 4)
- 2015 : Le Grand Match des années 90 sur D8
- 2019 : Un dîner presque parfait - « Spéciale animateurs » sur W9
- 2019 : Top départ, lâchez les chevaux sur M6
- 2021 : Les Reines du shopping spécial célébrités sur M6
- 2024 : Le Meilleur Pâtissier, spécial célébrités (saison 7) sur Gulli
- 2025 : Mask Singer (saison 7) sur TF1 : le chaton.

### Radio
En 2012, elle coanime l'émission de radio Studio Pirates sur Vivre FM 93.9 (Paris Île-de-France)[réf. souhaitée].
En 2013, elle coanime l'émission de radio Voltage réveille Paris avec Greg Di Mano et Jordan De Luxe sur Voltage.
En 2025, elle anime l'émission de radio Chérie Génération 2000 sur Chérie FM.

## Filmographie

### Cinéma
- 1996 : Beaumarchais, l'insolent d'Edouard Molinaro : Lison-Cherubin
- 1996 : Delphine 1, Yvan 0 de Dominique Farrugia : La maquilleuse
- 1998 : Ça reste entre nous de Martin Lamotte : Carine
- 2008 : Marié(s) ou presque de Franck Llopis : Noa
- 2010 : Dernière station avant l'autoroute de Serge Sarve : Nathalie
- 2011 : Le Vernissage de Guillaume Tordjman (court-métrage)
- 2014 : Je suis coupable de Karine Lima (court-métrage) : Fille 7
- 2020 : La Chose derrière la porte de Fabrice Blin : Adèle

### Télévision
- 1993-1994 : Classe Mannequin (série télévisée, sitcom) : Lou
- 1995 : L'Annamite de Thierry Chabert (téléfilm) : Alice
- 1995 : Un si joli bouquet de Jean-Claude Sussfeld (téléfilm) : Marguerite
- 1995 : Le JAP (série télévisée) : Karine
- 1996 : Une famille formidable (série télévisée) : Gaëlle
- 1996 : Studio Sud (série télévisée) : Chloé
- 1997 : Un arbre dans la tête de Jean-Pierre Sinapi (téléfilm) : Sara
- 1997 : Bonjour Antoine de Radu Mihaileanu (téléfilm) : Vanessa
- 1999 : Maître Da Costa (série télévisée) : Valérie Millau
- 2003 : Nestor Burma (série télévisée) : Laure Muller
- 2003 : Lola, qui es-tu Lola? (série télévisée) : Lou
- 2004 : La Crim' (série télévisée) : épisode Le secret : Célia
- 2004 : Léa Parker (série télévisée) : Cléo
- 2004 : Ariane Ferry (série télévisée) : Céline Garnier

## Théâtre
- 2011 : Les Monologues du vagin d'Eve Ensler, mise en scène d'Isabelle Rattier, Théâtre Michel
- 2013 : Ma première fois de Ken Davenport, mise en scène de Gabriel Olivares, Le Splendid
- 2014 : Ma mère me rend dingue! de Jérémy Lorca, mise en scène d'Olivier Lejeune, tournée
- 2014-2015 : Enfer et contre tout de Georges Beller, tournée puis théâtre Déjazet
- 2015 : Je ne veux pas mourir idiot de Georges Wolinski, mise en scène de Claude Confortès, Théâtre Déjazet
- 2016 : Pour le meilleur et pour le rire de Lionel Gédébé, mise en scène de Jean-Pierre Dravel et Olivier Macé, tournée
- 2018-2020 : C'est pas du tout ce que tu crois d'Elodie Wallace et Manu Rui Silva, mise en scène d'Olivier Macé, tournée
- 2021-2023 : La Voie des femmes, mise en scène de Séverine Ferrer et Léa Lando
- 2024-2025 : Si c’était à refaire de Laurent Ruquier, mise en scène d'Anthony Marty, tournée

## Musique
Elle sort son premier album, Séverine Ferrer, chez Treize bis records en 2004.
En mars 2006, la délégation monégasque la choisit pour représenter Monaco au Concours Eurovision de la chanson 2006 se déroulant à Athènes. Sur une chorégraphie signée Bruno Vandelli, Séverine Ferrer interprète, lors de la demi-finale La Coco-Dance coécrite par J. Woodfeel et Iren Bo. Arrivée 21e sur 23 participants, elle ne se qualifie pas pour la finale du concours.
En 2019-2020, elle anime la tournée Born in '90.
En 2024, elle sort un nouveau single À la vie de DJ Esteban chez FuturePlay.
En 2024, elle co-anime la tournée événement des années 2000 I Gotta Feeling avec Gwendal Marimoutou.
En 2025, elle anime le concert Do you Remember Festival.  

## Livre
Son premier livre, Des étoiles plein la tête, est paru en 2004.

## Décoration
- Chevalière de l'ordre des Arts et des Lettres (2025)